# Casbah (EP)
Casbah è il terzo EP del musicista italiano Tony Cercola, pubblicato nel 1992 dalla casa discografica Cheyenne Records.

## Tracce
1. Casbah (Extended Version)
2. Babbasone
3. Casbah (Single Version)